# Polymastia umbraculum
Polymastia umbraculum är en svampdjursart som beskrevs av Michelle Kelly-Borges och Patricia R. Bergquist 1997. Polymastia umbraculum ingår i släktet Polymastia och familjen Polymastiidae. Inga underarter finns listade i Catalogue of Life.